# Mjørkadalur
Mjørkadalur is een plaats op het eiland Streymoy die behoort tot de gemeente Tórshavnar kommuna op de Faeröer. Er is een Deense militaire basis. Volgens de officiële bronnen heeft Mjørkadalur slechts 1 inwoner. Mjørkadalur heeft geen postcode.

Radarstation op de Sornfelli